# Sistema PRM
Un sistema PRM, o sistema di Precision Runway Monitor (in italiano sistema di precisione per monitoraggio pista) è un sistema che fornisce dati di precisione e alto rateo d'aggiornamento per la sorveglianza radar secondaria ai controllori del traffico aereo. Questo tipo di sistema permette il monitoraggio accurato della zona di non trasgressione, o NTZ, (l'area tra i prolungamenti degli assi pista lungo cui si svolgano avvicinamenti paralleli) durante gli avvicinamenti simultanei ravvicinati su piste parallele. 
È composto dal sensore di sorveglianza ad alto rateo di aggiornamento del sistema radar, richiesto per la pista specifica e per la separazione in fase di avvicinamento, e dal display di monitoraggio ad alta risoluzione, Final Monitor Aid (FMA), che permette la presentazione a colori del tracciato di volo insieme a mappe dettagliate degli avvicinamenti e della NTZ, indispensabili durante le operazioni PRM.